# 영주 소수서원
영주 소수서원(榮州 紹修書院)의 1543년, 중종 38년에 세워진 한국 최초의 사액서원이다. 당시 풍기군수였던 주세붕이 이 지역출신으로 성리학을 한반도에 처음 도입한 고려때의 유학자 안향(安珦) 선생을 배향(配享)하는 사당과 후진양성을 위한 사립학교를 함께 건립한 것에서 비롯되었다. 처음에는 백운동 서원이라 불렸으나 1550년 퇴계 이황의 요청으로 명종으로부터 소수서원(紹修書院)이라는 현판을 하사받았다.
1868년, 흥선대원군이 서원철폐령을 내렸으나 한국 최초로 세워진 서원이라는 상징성 때문에 폐쇄되지 않고 현재까지 남아있게 되었다. 1963년 1월 21일 사적 제55호에 지정되고, 2019년 7월 10일 유네스코 세계문화유산에 등재되었다. 소재지는 경북 영주시 순흥면 소밸로 2740 (내죽리 152-8)이다.

## 개요
1542년(중종 37) 풍기군수(豊基郡守) 주세붕이 풍기 지방의 교화를 위해 이곳 출신으로 성리학을 한국에 처음 도입한 유학자 안향(安珦)의 신주(神主)를 모시기 위해 통일신라 시대에 세워졌었던 숙수사(宿水寺) 터에 사우(祠宇)를 세웠다. 이듬해 1543년(중종 38) 사우(祠宇) 앞에 향교 건물을 옮겨다 재실(齋室)을 마련하고 선비들의 배움터로 삼음으로써, 서원의 대체적인 골격이 이루어졌다.
서원의 시설을 정비한 주세붕은 주자(朱子)의 《백록동 학규(白鹿洞 學規)》를 채용해서 유생들에게 독서와 강학(講學)의 편의를 주었으며, 한양의 종갓집에서 안향의 영정을 옮겨와 봉안하고서 처음으로 이름을 '백운동 서당'(白雲洞 書堂)이라고 하였다. 이후 1545년(인종 원년) 에 안축(安軸)과 안보(安補)의 영정도 함께 배향하면서 백운동 서원(白雲洞 書院)이라 부르게 되었다.
영풍군은 본디 영주, 풍기, 순흥 세 고을이 비슷한 규모로 솔밭처럼 나뉘어 오랜 역사를 이루어온 곳이다. 소수서원이 위치한 자리는 원래 '숙수사'라는 이름의 사찰터로, 서원 입구에는 현재까지 4m 높이의 당간지주가 남아있다.
주세붕은 임백령이나 이언적 등의 도움을 받아 제향과 교육을 위한 재정 기반을 마련하고, 서책을 사들여 서원 문고를 조성하였으며, 주세붕 자신도 종종 서원에 들러 고을 선비들과 함께 성리학 강론에 직접 참여하기도 하였다.
주세붕이 처음 서원의 터를 닦은 뒤, 1546년(명종 원년) 안향의 후손으로 경상도 관찰사로 부임한 안현(安玹)이 경상도의 각 고을에 협조 요청하여, 서원에서 일할 노비와 제수에 필요한 식량, 어염(魚鹽) 등을 확보하고, 서원의 관리와 운영을 위한 운영 규정을 정하여 서원의 원장 임명 문제와 원생의 정원수, 제향 절차 등을 상세하게 규정하였다. 이렇게 하여 백운동 서원이 보유한 전답 30결(9만 평)에 어장과 염분 및 보미(寶米)도 운영하게 되면서 서원은 토대를 굳히게 되었다.
1549년(명종 4) 퇴계 이황이 풍기 군수로 부임해 와서 서원의 격을 높이고자 했다. 그래서 송(宋) 시대의 예를 언급하며 국가에서 서원에 대한 합법적인 인정과 정책적인 지원을 해줄 것을 당시 경상도 관찰사 심통원에게 요청하였다. 1550년(명종 5) 어전회의에서 좌의정 심연원(심통원의 친형)의 주청으로 마침내 당시의 국왕이었던 명종은 친필로 소수 서원(紹修書院)이라 사액(賜額)을 내렸다. 아울러 《사서오경》과 《성리대전》등의 서적, 노비도 하사했다. '소수(紹修)'는 "이미 무너져버린 교학을 다시 이어 닦게 했다(旣廢之學 紹而修之)"는 데서 온 말이었다.
이것은 소위 사액서원의 시초였으며, 이로써 나라가 인정하는 사학(私學)이 되었다. 사액된 뒤 입학 정원도 10명에서 30명으로 늘어났으며, 또한 서원의 원생들이 배움에 충실하도록 이황은 서원에서의 학업 규칙도 정하여, 배움의 장으로서의 서원의 위치를 공고히 하는데 힘썼다. 당시 입학 자격은 초시에 합격했거나 학문에 정진하는 자들이었고, 학문에 정진하지 않고 과거 시험에만 한눈을 팔거나 미풍양속을 어기는 경우 곧바로 퇴원당했다. 소수서원에서 공부한 유생은 4천 명에 달했으며, 그 중에는 임진왜란 때에 경상우병사로 진주성에서 전사한 김성일, 선조 때의 좌의정이었던 정탁도 있었다.
1544년(중종 39)에 안축(安軸)과 안보(安輔)를 추가 배향하였다. 1633년(인조 11)에 주세붕을 추가 배향하였다. 1871년(고종 8) 흥선대원군의 서원 철폐령에도 훼철(毁撤)되지 않고 남은 47개 서원 중 하나가 되었다.

## 주요 시설
사주문(정문)
입구에 경렴정(景濂亭)이라는 정자가 있고, 죽계 건너편 물가에는 취한대가 위치해있다.
강학당
정면 4칸에 측면 3칸으로 장대석 바른층쌓기의 높은 기단 위에 주초를 놓고 두리기둥을 세웠다. 평면구성은 마루방 3칸과 온돌방 1칸으로 사면에 폭이 좁은 쪽마루를 돌렸다. 기둥 윗몸은 창방으로 결구, 기둥 위에 주두를 놓고 쇠혀를 하나 내어 이들을 서로 결구한 굴도리 초익공의 구조를 이루고 있다. 주두위에 놓인 대들보의 보뺄목은 일부에선 사면으로 끊겼으나 방을 둔 곳에서는 초각하여 둥글게 처리했다. 상부가구는 5량가이고 앞뒷면에 놓인 평주들의 간살은 통칸으로, 20여 척 이상이 되나 대들보를 전후 평주 위에 놓고 잘 치목한 대량 위에 주두와 초각 보아지를 끼운 동자주를 두어 종량과 중도리를 받쳤다. 종도리는 소로를 끼운 파련대공 위에 올려져 있다. 「백운동(白雲洞)」이라는 현판이 붙어 있다.
동·서재
서원의 기숙사 구실을 하는 곳이다. 동·서재가 한채로 구성되어 있으며, 정면 6칸, 측면 1칸 반의 납도리 소로수장집이다. 평면구성은 가운데 2칸 마루방을 중심으로 양측에 온돌방 2칸을 두고, 온돌방 앞에는 퇴를 깔아 헌함을 세웠다.
문성공묘
학구재·지락재

## 유네스코 세계유산
문화재청은 2018년 1월 이곳 영주 소수서원을 비롯한 한국의 대표서원 9곳을 「한국의 서원」으로 지정하여 유네스코 세계유산에 등재 신청하여, 2019년 7월 10일 제43차 유네스코 세계문화유산으로 등재되었다.

## 참고 문헌
- 『한국의 서원』 최완기 글, 1991년, 대원사
- 『서원승람』(上) 이태동, 2010년, 민속원

## 관련 드라마
- 동이 (2010년)

## 같이 보기
- 서원
- 주자
- 주세붕
- 안향
- 이황
- 심통원
- 심연원
- 명종
- 이원익
- 허목

## 참고 자료
- 영주 소수서원 - 국가유산청 국가유산포털